# Publius Valerius Laevinus
Publius Valerius Laevinus was samen met Tiberius Coruncanius consul in 280 v.Chr.
Buiten zijn consulaat is er niets bekend over zijn voorgaande cursus honorum. Hij verwierp het voorstel van koning Pyrrhus van Epirus om als onderhandelaar op te treden in het conflict tussen Rome en Tarente. Toen een Epirotische spion gevangen werd genomen, zou Laevinus deze een rondleiding hebben gegeven door zijn legerkamp en hem vervolgens hebben teruggestuurd naar Pyrrhus.
Hij leed vervolgens een enorme nederlaag tegen Pyrrhus in de slag bij Heraclea (280 v.Chr.)  (hoewel hij tijdens deze slag een gewoon soldaat die in Pyrrhus’ wapenrusting doodde en door zijn bloedige zwaard te tonen voor paniek zorgde in de rangen van Pyrrhus), maar bleef als generaal in het veld hoewel Gaius Fabricius Luscinus (consul in 282 en 278 v.Chr.) over deze slag zei dat de Epiroten niet de Romeinen hadden verslagen, maar Pyrrhus Laevinus had verslagen. Hij zou daarop wel in de buurt van Capua het verlies van Capua, Neapolis en Rhegion hebben weten te verhinderen. Hij zou overwinteren te Saepinum.

## Referentie
- T.R.S. Broughton, The Magistrates of the Roman Republic, I, New York, 1951, pp. 190-192.